# Alliance Française

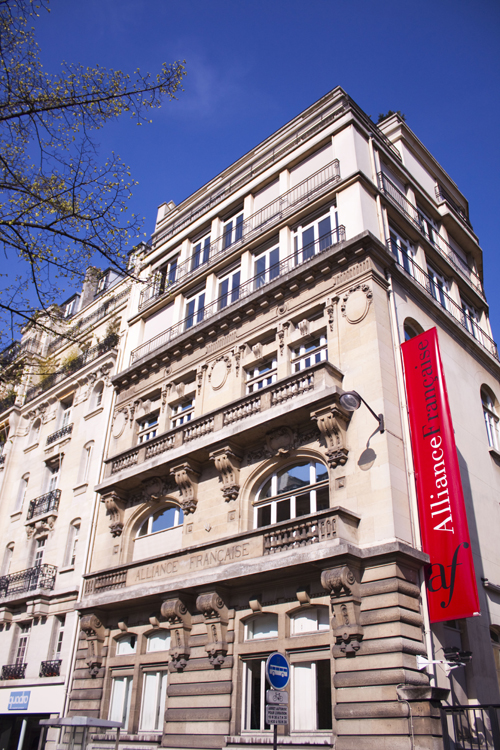
Alliance française (Af) központi épülete, Párizs, Ile-de-France

Az Alliance Française egyesületet 1883. július 21-én Párizsban alapították meg Ferdinand de Lesseps, Louis Pasteur, Ernest Renan és Jules Verne, világhírű franciák kezdeményezésére. Jelenleg Franciaországban 29, a világ 131 országában pedig több mint 1070 helyi egyesületet fog össze. Feladata a francia nyelv és kultúra népszerűsítése. 2003-ban több mint 380 000 diák tanult ezekben az intézményekben.
Az Alliance Française – úttörőként az egész világon – olyan pedagógiai módszereket vezetett be a külföldi francia nyelvoktatás területén, amelyek a tanulók anyanyelvéhez és tanulási módjához egyaránt igazodnak. Ezek a módszerek ötvözik a hagyományos oktatásmódot és az új kommunikációs módszereket.
Az Alliance Française arra törekszik, hogy kulturális kapcsolatain keresztül (konferenciák, kiállítások, művészi alkotások bemutatása és előadások) kialakítsa, illetve elmélyítse a kapcsolatot Franciaország és más országok között.
Azon diákok számára, akik Franciaországban szeretnék tanulmányaikat folytatni, az Alliance Française egy szinte megkerülhetetlen kapcsolódási pontot is jelent.
Magyarországon öt városban található Alliance Française:
Debrecenben, Győrben, Miskolcon, Pécsen és Szegeden.

## A győri Alliance Française
A győri egyesület 1992-ben jött létre Mán Éva franciatanárnő aktív munkájának eredményeként. A szervezet elsődleges célja, hogy egy hasznos és szép nyelvet tanítson meg az érdeklődőknek úgy, hogy felkészüljenek a felvételire és a nyelvvizsgára, hogy közben elmélyült társalgási ismereteket szerezzenek, és elsajátítsák az Európai Unióban használatos adminisztrációs nyelvezetet, megismerjék a franciaországi kultúra különlegességeit, jellegzetességeit. Ennek érdekében az egyesület a tevékenységi körét az alábbiak szerint rögzítette:
- a francia nyelv oktatása és nemzetközi nyelvvizsga megszervezése különböző célcsoportok számára;
- sokoldalú kulturális programok szervezése, nemzetközi előadások lebonyolítása;
- Franciaország sokszínűségének bemutatása
- élő nemzetközi emberi kapcsolatok kiépítése a európai és frankofón együttműködési programok terjesztésével.

Az egyesület 2005-től köszhasznú szervezetként működik több mint 100 fő tagsággal.

## A pécsi Alliance Française
Az Egyesület 1991-ben jött létre helyi franciatanárok kezdeményezésére. Elsődleges céluk a francia nyelv és frankofón kultúra magyarországi terjesztése, együttműködve a helyi oktatási és kulturális intézményekkel. Fő tevékenységeink az alábbiak szerint oszlanak el:
- a francia nyelv oktatása 50-60 órás illetve 100 órás intenzív tanfolyamokon keresztül különböző célcsoportok számára;
- kapcsolattartás a helyi francia nyelvet oktató intézményekkel
- sokoldalú, színvonalas kulturális programok (koncertek, filmvetítések, fesztiválok, konferenciák) szervezése;
- nemzetközi kapcsolatok kiépítése és támogatása francia nyelvű országokkal.

## A szegedi Alliance Française
A Szegedi Francia Kulturális Egyesület 1991. január 2-án alakult, alapítója és első elnöke Újfalusi Németh Jenő. 2004-ben, közel 200 nyelvtanuló tanult az intézményben.
1996-tól az egyesület a Petőfi Sándor sgt. 36. szám alatt működött, a Szegedi Tudományegyetem Bölcsészettudományi Kara és az új Tanulmányi és Információs Központ szomszédságában. A szervezet a kultúrát, a művészetet, és a francia művészeket kívánja népszerűsíteni Magyarországon, és arra törekszik, hogy Franciaország kulturális alkotásait is bemutassa: klasszikus, népi és kortárs zenét, a múlt és a jelen íróit, festőket, gondolkodókat, filozófusokat… A Szegedi Alliance Française egy másik feladata a francia-magyar kulturális együttműködések és cserekapcsolatok megvalósítása. Az egyesület jelenleg körülbelül 100 tagot számlál. 2009 óta Csernus Sándor egyetemi docens a szegedi Alliance Française elnöke, a társaság székhelyét áthelyezte a Dugonics tér 2. sz. alá, az Olasz Intézettel működik közös házban.